# Eisenholzbaum Mozartstraße
Der Eisenholzbaum Mozartstraße ist ein als Einzelbaum ausgewiesenes Naturdenkmal (ND 28) im Dresdner Stadtteil Strehlen.

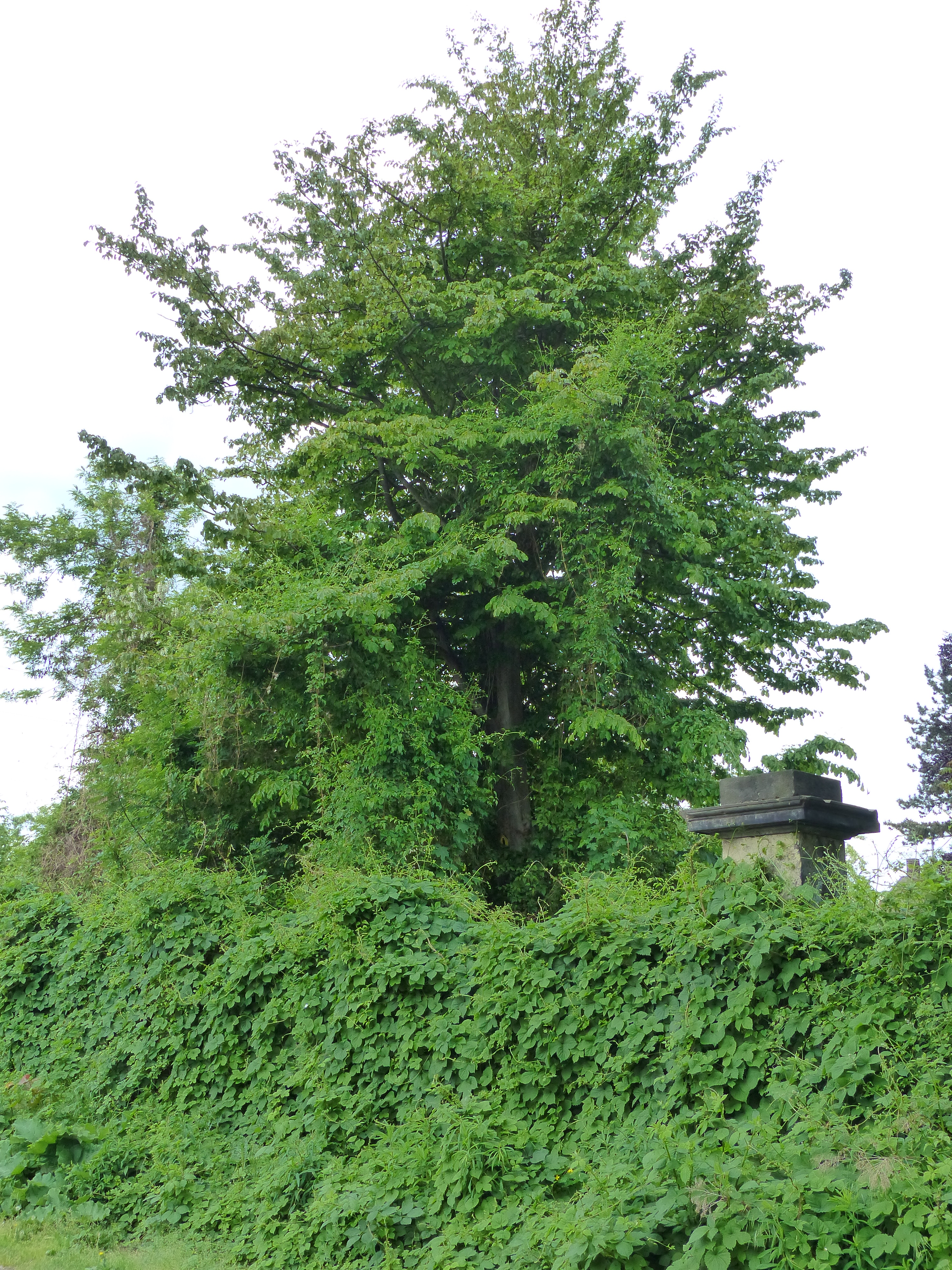
Eisenholzbaum Mozartstraße hinter dem Zaun

Der in Mitteleuropa seltene und im Iran und Kaukasus heimische Persische Eisenholzbaum (Parrotia persica) erreicht meist nur Großstrauchgröße. Mit einer Höhe von etwa 12 Metern und einem Kronendurchmesser von etwa 7 Metern bei einem Stammumfang von etwa 1,4 Metern ist dieses Exemplar im Vorgarten des Grundstücks Mozartstraße 10  für seine Art ungewöhnlich groß, sodass der Rat der Stadt Dresden den Baum am 3. Januar 1985 als Naturdenkmal auswies. Zeitgleich unter Schutz gestellt wurden im damaligen Stadtbezirk Dresden-Mitte die Platane Albertplatz in der Neustadt und die Eiche Fetscherplatz  in der Johannstadt.